# Новосёлковский сельсовет (Борисовский район)
Новосёлковский сельсовет — упразднённая административная единица на территории Борисовского района Минской области Белоруссии.

## История
28 июня 2013 года Новосёлковский сельсовет упразднён, его населённые пункты включены в состав Лошницкого сельсовета.

## Состав
Новосёлковский сельсовет включал 7 населённых пунктов:
- Вышний Стан — деревня
- Зарослое — деревня
- Лобачиха — деревня
- Млёхово — деревня
- Новосёлки — агрогородок
- Ранное — деревня
- Ратутичи — деревня